# کمپل استوارت
کمپل استوارت (انگلیسی: Campbell Stewart؛ زادهٔ ۱۲ مهٔ ۱۹۹۸) دوچرخه‌سوار اهل نیوزیلند است.
وی در مسابقات کشوری و بین‌المللی در مجموع برندهٔ ۵ مدال طلا، ۶ مدال نقره شده‌است.